# David McMackon
David McMackon (født 19. marts 1858, død 10. december 1922) var en canadisk skytte som deltog i OL 1908 i London.
McMackon vandt en sølvmedalje i skydning under OL 1908 i London. Han kom på en andenplads i holdkonkurrencen i lerdueskydning-konkurrencen. De andre på holdet var Walter Ewing, George Beattie, Arthur Westover, Mylie Fletcher og George Vivian.